# Japhet Tanganga
Japhet Manzambi Tanganga (* 31. března 1999 Londýn) je anglický profesionální fotbalista, který hraje na pozici středního či pravého obránce za německý klub FC Augsburg, kde je na hostování z Tottenhamu Hotspur. Je také bývalým anglickým mládežnickým reprezentantem.

## Raný život
Narodil se v Hackney ve Velkém Londýně v konžské rodině. Navštěvoval Greig City Academy a v deseti letech se připojil k mládežnické akademii Tottenhamu Hotspur.

## Klubová kariéra
V červnu 2019 prodloužil Tanganga smlouvu s Tottenhamem do roku 2020. Dne 24. září 2019 debutoval v EFL Cupu na hřišti Colchesteru United. Dne 11. ledna 2020 debutoval v Premier League při domácí porážce 1:0 s Liverpoolem. O tři dny později odehrál celých 90 minut proti Middlesbrough v opakovaném zápasu FA Cupu, který Tottenham vyhrál 2:1, a Tanganga byl vyhlášen hráčem zápasu.
Dne 27. července 2020 podepsal s Tottenhamem novou smlouvu platnou do roku 2025. Trpěl však řadou zranění a kromě zářijového zápasu EFL Cupu proti Chelsea neodehrál od března 2020, kdy byl ligový fotbal kvůli pandemii covidu-19 přerušen, až do 26. listopadu 2020 v zápase Evropské ligy UEFA proti Ludogorci Razgrad žádné utkání. Po návratu po zranění se ve zbytku sezony objevil jen v několika zápasech.
Dne 16. srpna 2021 nastoupil k prvnímu zápasu v sezóně 2021/22 a byl vyhlášen hráčem zápasu při vítězství 1:0 nad Manchesterem City. V zářijovém utkání venku proti Crystal Palace v Premier League obdržel v rychlém sledu dvě žluté karty, a byl tak za stavu 0:0 vyloučen ze hřiště. Tottenham zápas prohrál 3:0.

## Reprezentační kariéra
Reprezentoval Anglii na mládežnických úrovních do 16, 17, 18, 19 a 20 let.
V roce 2014 reprezentoval anglický tým do 16 let v zápase proti Skotsku v rámci turnaje Victory Shield. V roce 2017 se zúčastnil turnaje Tournoi de Toulon a ve finále, v němž Anglie porazila Pobřeží slonoviny a získala titul, nastoupil jako náhradník ve druhém poločase.
Hrál také na Mistrovství Evropy hráčů do 19 let 2018 a skóroval v úvodním zápase skupiny proti Turecku.
Ačkoli může reprezentovat i Konžskou demokratickou republiku, v květnu 2020 prohlásil, že hodlá pokračovat v reprezentování Anglie: „V životě musíte mít cíle a jedním z mých cílů je startovat v seniorské reprezentaci Anglie“.
Dne 2. října 2020 byl povolán do anglického týmu do 21 let, ale 5. října 2020 odstoupil kvůli zranění. Tanganga nakonec debutoval v reprezentaci U21 během druhého zápasu anglické reprezentace na Mistrovství Evropy do 21 let 2021, který se odehrál 28. března 2021, při porážce 0:2 s Portugalskem.

## Statistiky
Aktualizováno 23. ledna 2022
| Klub                  | Sezóna         | Liga           | Liga   | Liga | FA Cup | FA Cup | EFL Cup | EFL Cup | Evropa | Evropa | Ostatní | Ostatní | Celkem | Celkem |
| Klub                  | Sezóna         | Soutěž         | Zápasy | Góly | Zápasy | Góly   | Zápasy  | Góly    | Zápasy | Góly   | Zápasy  | Góly    | Zápasy | Góly   |
| --------------------- | -------------- | -------------- | ------ | ---- | ------ | ------ | ------- | ------- | ------ | ------ | ------- | ------- | ------ | ------ |
| Tottenham Hotspur U23 | 2017/18        | –              | –      | –    | –      | –      | –       | –       | –      | –      | 2       | 0       | 2      | 0      |
| Tottenham Hotspur U23 | 2018/19        | –              | –      | –    | –      | –      | –       | –       | –      | –      | 3       | 0       | 3      | 0      |
| Tottenham Hotspur U23 | Celkem         | Celkem         | –      | –    | –      | –      | –       | –       | –      | –      | 5       | 0       | 5      | 0      |
| Tottenham Hotspur     | 2019/20        | Premier League | 6      | 0    | 3      | 0      | 1       | 0       | 1      | 0      | –       | –       | 11     | 0      |
| Tottenham Hotspur     | 2020/21        | Premier League | 6      | 0    | 2      | 0      | 2       | 0       | 3      | 0      | –       | –       | 13     | 0      |
| Tottenham Hotspur     | 2021/22        | Premier League | 11     | 0    | 1      | 0      | 4       | 0       | 3      | 0      | –       | –       | 19     | 0      |
| Tottenham Hotspur     | Celkem         | Celkem         | 23     | 0    | 6      | 0      | 7       | 0       | 7      | 0      | –       | –       | 43     | 0      |
| Kariéra celkem        | Kariéra celkem | Kariéra celkem | 23     | 0    | 6      | 0      | 7       | 0       | 7      | 0      | 5       | 0       | 48     | 0      |

## Úspěchy

### Klubové

#### Tottenham Hotspur
- Druhé místo v EFL Cupu: 2020/21[29]

### Reprezentační

#### Anglie U20
- Tournoi de Toulon: 2017[18]